# Chiesa di San Bartolomeo Apostolo (Frassinelle Polesine)
La chiesa di San Bartolomeo Apostolo è la parrocchiale di Frassinelle Polesine, in provincia di Rovigo e diocesi di Adria-Rovigo; fa parte del vicariato di Crespino-Polesella.

## Storia
La prima citazione di un luogo di culto a Villae Frassanellae dedicato a san Bartolomeo risale al 1536 ed è contenuta nei Memorabilia del vicario Ferretti, dai quali s'apprende che esso dipendeva dalla fabbriceria veneziana di San Marco; nel 1549 il vicario Stanga, durante la sua visita, annotò che la chiesa era dotata di tre altari.
Nella relazione della visita del 1604 del vicario Peroto si legge che l'edificio si componeva di due navate, di cui la principale conclusa da presbiterio e coro e la laterale dotata del battistero; nel 1647 lo stesso risultava ospitare cinque altari.
L'alluvione del Po del 1951 danneggiò la chiesa, lasciandola comunque in piedi; tuttavia, in un secondo momento i tecnici decisero la demolizione della struttura e la sua riedificazione dalle fondamenta. Così, venne costruita la nuova parrocchiale neoromanica, disegnata dall'ingegner Gianni Pellegrineschi e consacrata il 12 novembre 1955 dal vescovo di Adria Guido Maria Mazzocco.
Negli anni settanta, in ossequio alle norme postconciliari, la parrocchiale fu interessata dall'intervento di adeguamento liturgico mediante l'aggiunta dell'altare rivolto verso l'assemblea.

## Descrizione

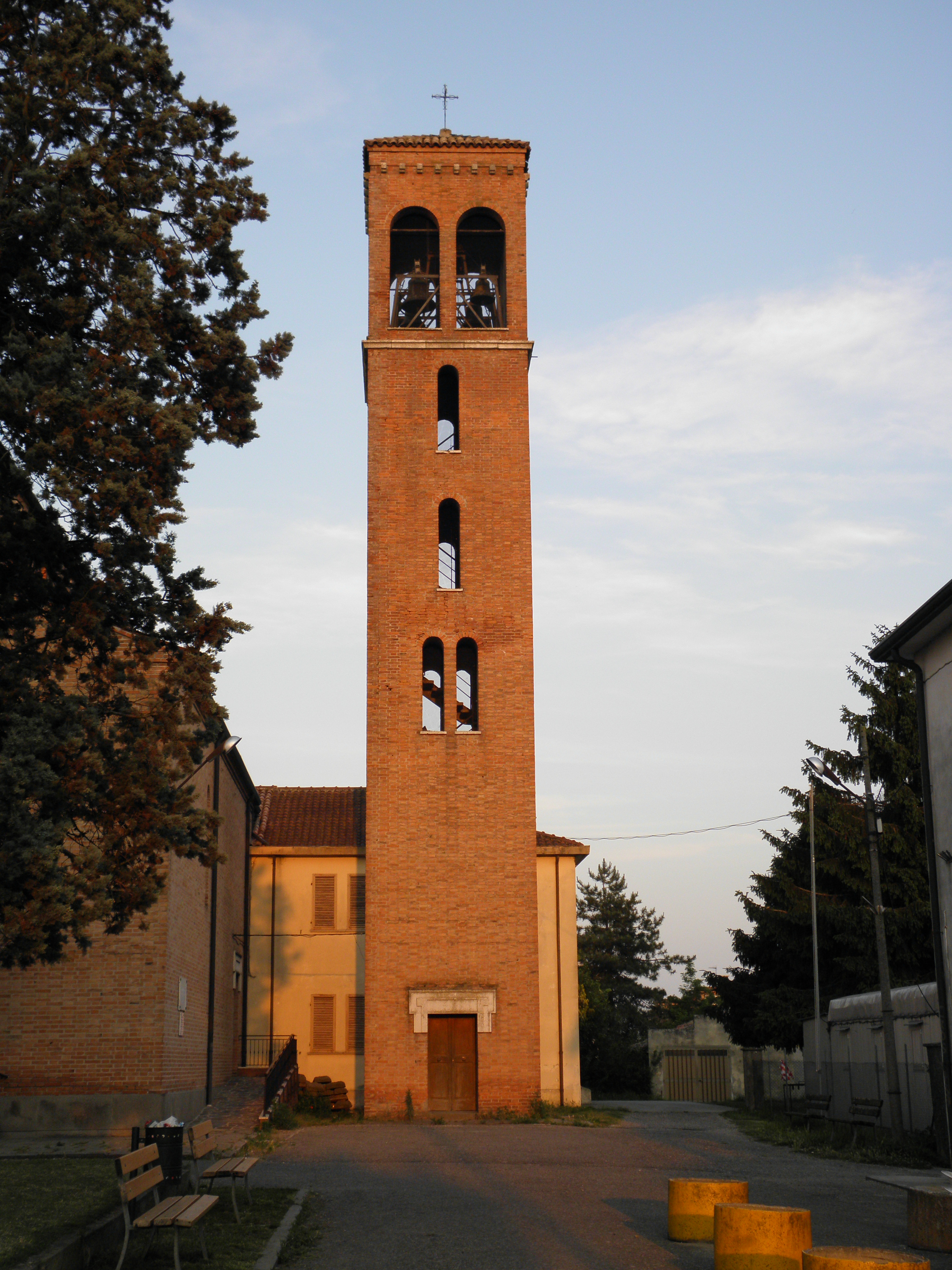
Il campanile

### Esterno
La facciata a salienti in mattoni della chiesa, rivolta a nordovest e preceduta dal portico sorretto da pilastri, si compone di tre corpi: quello centrale presenta il portale d'ingresso e quattro strette finestre a tutto sesto, mentre le due ali laterali sono leggermente arretrate.
Annesso alla parrocchiale è il campanile a base quadrata, la cui cella presenta su ogni lato una bifora.

### Interno
L'interno dell'edificio è separato da colonne sorreggenti degli archi a tutto sesto in mattoni in tre navate, di cui la centrale coperta dal soffitto piano e le laterali dalle capriate lignee; al termine dell'aula si sviluppa il presbiterio, delimitato da balaustre, rialzato di tre gradini e chiuso dalla parete di fondo piatta.